# الجزيرة (جريدة)
الجزيرة صحيفة يومية عربية فلسطينية صدرت في يافا مرتين أسبوعيًا. صدر العدد الأول منها بتاريخ 31 كانون الثاني 1924.
صاحبي الجريدة كانا حسن فهمي الدجاني ومحمد كامل الدجاني الذي كان محررها المسؤل. وقد بدأت الصحيفة في الصدور على إثر زيارة الشريف حسين إلى الأردن. اتخذت الصحيفة توجها وحدويا عربيا، وهذا سبب اختيارها لكلمة «الجزيرة» التي مثلت مطلب استقلال ووحدة المشرق العربي. حملت الجزيرة صوتًا نقديًا لما اعتبرته الانحطاط والتدهور الذي أصاب حال الأمة العربية، خاصةً التدهور السياسي على الصعيد الفلسطيني؛ من مناوئة الأحزاب لبعضها البعض بدلًا من خدمة الأمة والنظر إلى الخطر الصهيوني ومقاومته.

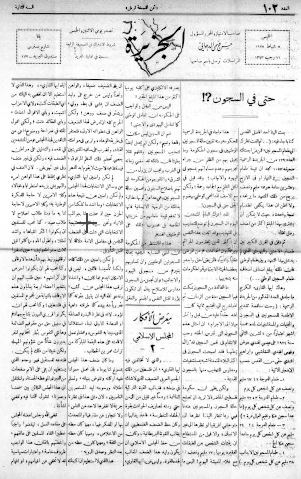
عدد من صحيفة الجزيرة اليافاوية، 1925